# Lova Moor
Lova Moor, nome d'arte di Marie-Claude Jourdain (La Grève-sur-Mignon, 5 marzo 1946), è una cantante, ballerina e attrice francese, già nome di punta del Crazy Horse di Parigi.

## Biografia
Terza di quattro figli di una famiglia modesta, rimasta presto orfana di padre, decise di studiare per diventare insegnante di ragazzi in difficoltà. Ma il suo sogno era di diventare ballerina. Mentre ballava una sera in discoteca fu scoperta dal coreografo del Crazy Horse che la presentò al 'patron' Alain Bernardin il quale, dopo un provino, decise di ingaggiarla come ballerina-stripteaseuse. Al Crazy Horse raggiunse ben presto la notorietà divenendo artista di primo piano. Sposò poi lo stesso Bernardin, morto suicida nel 1994 all'età di 78 anni.
Come attrice ha fatto parte del cast di un episodio del film del 1979 Sabato, domenica e venerdì.
Come cantante, Moor ha inciso il singolo di debutto nel 1986, Tendresse SOS, passato sotto silenzio; quindi Et je danse, registrato due anni dopo, nel 1988, che ha raggiunto il nono posto nella classifica francese SNEP relativa ai singoli.
Suoi successivi singoli sono stati Je m'en balance (1989), Danse encore (1990), My Life (1991), Jealous (1992), As You Want (1993), Ma Géographie (1993), Oh les mecs (1997) e Batucada (1998). Una compilation contiene un'altra canzone - C'est vrai - incisa nel 2003 da Yvon Chataigner.
Moor è anche produttrice di un profumo che porta il suo nome e la cui confezione ricorda la sua silhouette. Insieme al profumo è stato distribuito il suo singolo La Maman de tous les hommes. Da notare che questo titolo è stato interpretato in cover da Claude Lombard.
Dopo anni di assenza dalle scene Lova è apparsa in televisione il 15 settembre 2007 sul network Direct 8 nella trasmissione RécréAdultes, un programma di nostalgia sulla generazione degli anni 1980 in cui ha potuto parlare del suo libro Crazy Life, pubblicato nel 2003.
Il 9 febbraio 2009, il gruppo musicale pop-rock Superbus ha pubblicato il suo quarto album intitolando Lova Lova in riferimento alla figura dell'artista francese.

## Discografia
| Tipo | Anno | Titoli                        | Paese | Distribuzione                |
| ---- | ---- | ----------------------------- | ----- | ---------------------------- |
| 7"   | 1986 | "Tendresse... S.O.S"          | FRA   | Jonathan ATO 27091           |
| 7"   | 1988 | "Et je danse"                 | FRA   | Trema 410449                 |
| 7"   | 1989 | "J'm'en balance"              | FRA   | Trema 410472                 |
| 7"   | 1990 | "Danse encore"                | FRA   | Trema 410491                 |
| 7"   | 1991 | "My Life"                     | FRA   | Charles Talar 990 467        |
| CDM  | 1992 | "Jealous"                     | FRA   | Pomme Music 995 005          |
| sCD  | 1993 | "Ma Géographie"               | FRA   | Pomme Music 995 291          |
| sCD  | 1996 | "Oh les Mecs!"                | FRA   | WH Rec 19226.2               |
| sCD  | 1997 | "La Maman de tous les hommes" | FRA   | WH Rec JWS 617               |
| CD   | 2003 | "Crazy Songs"                 | FRA   | Disques Yvon Chateigner 2003 |

## Filmografia
- Unter den Dächern von St. Pauli (1970, accreditata come Marie-Claude Jourdain)
- Crazy Horse de Paris (1977)
- Sabato, domenica e venerdì (1979, episodio Venerdì)
- Les cinq dernières minutes (1992, miniserie televisiva, non accreditata, episodio Sous les feux de la rampe)
- Le tronc (1993)